# 萍郷市
萍郷市（へいきょうし）は、中華人民共和国江西省西部に位置する地級市。辛亥革命および中国共産党の革命の口火を切った街であり、中国有数の炭鉱を有する重工業都市でもある。

## 地理
萍郷市は湖南省と接して位置する。亜熱帯性気候で降雨に恵まれ、気温は温和である。年平均気温は17.2℃、年平均降水量は1576mmである。北部と東南部の地形が高い、中部は低く鞍の様な形をしている。市内は河川が多い。地形は主に丘陵と山地であり、丘陵の面積は33%を占め、山地は25%、平野部は約20%を占める。森林率は95%である。

## 歴史
春秋戦国時代には楚の長沙郡に属した。三国時代の呉の宝鼎2年（267年）に萍郷県を設立。
孫文が率いた中国同盟会は1906年12月に萍瀏醴蜂起（萍郷・瀏陽・醴陵）を組織し、辛亥革命の幕を切った。1922年9月、毛沢東・劉少奇・李立三らは安源蜂起を組織した。
1960年省直轄市となり、1970年「区級市」に昇格した。

## 行政区画
2市轄区、3県を管轄する。
- 市轄区
  - 安源区・湘東区
- 県
  - 上栗県・蘆渓県・蓮花県

| 萍郷市の地図                       |
| ---------------------------------- |
| 安源区 湘東区 蓮花県 上栗県 蘆渓県 |

### 年表
この節の出典
- 1970年3月10日 - 江西省宜春専区萍郷市が地級市の萍郷市に昇格。(1市)
- 1976年2月21日 - 城関区・湘東区・上栗区・蘆渓区を設置。(4区)
- 1992年6月20日 - 吉安地区蓮花県を編入。(4区1県)
- 1993年5月12日 - 城関区が安源区に改称。(4区1県)
- 1997年11月13日 (2区3県)
  - 上栗区が県制施行し、上栗県となる。
  - 蘆渓区が県制施行し、蘆渓県となる。

## 鉱物
今まで発見された金属鉱石は30種余り、非金属鉱石も22種があった。石炭、鉄鉱石、銅、アルミ、水銀、石灰石、石英、大理石、硫黄などがありその中で最も豊富なのは石炭である。そのほか、石灰石、石英砂などは埋蔵量も多く品質も高い。

## 交通

### 鉄道
- 中国鉄路総公司
  - 滬昆旅客専用線
  - 滬昆線

### 道路
- 高速道路
  - 滬昆高速道路
  - 泉南高速道路
  - S38 昌栗高速道路
  - 上蓮高速道路
- 国道
  - G319国道
  - G320国道

## 観光地
- 楊岐山
- 武功山
- 義龍洞
- 横龍寺
- 宝積寺

## 健康・医療・衛生
- 萍郷市第二人民医院
- 安源区人民医院（安源区）
- 湘東区人民医院（湘東区）
- 蘆渓県人民医院（蘆渓県）
- 上栗県人民医院（上栗県）
- 蓮花県人民医院（蓮花県）